# Meurtre de Kyle Dinkheller
Le lundi 12 janvier 1998, alors qu'il est proche de la fin de son service, l'officier de police Kyle Dinkheller du Laurens County Sheriff's Office (LCSO), dans l'État américain de Géorgie, procède au contrôle d'un automobiliste, Andrew Howard Brannan, pour excès de vitesse. Un différend verbal les oppose, pour finalement en venir à une fusillade lors de laquelle l'officier Dinkheller est tué par Andrew Howard Brannan. Ces faits bénéficient toujours d'une attention particulière, notamment dans le cadre de la formation en académie de police. Et ce, en raison du fait que le contrôle et la fusillade ont été filmés par une caméra embarquée dans le véhicule de l'officier de police.
Lors de la fusillade, Kyle Dinkheller était armé d'un pistolet semi-automatique, alors que Brannan, lui, portait une carabine M1. L'officier Dinkheller tire et blesse Brannan. Malgré cela, ce dernier tire en direction du policier, recharge son arme, et tire à nouveau dans l'œil de Dinkheller. Ce coup est fatal. Il s'enfuit ensuite à bord de son véhicule Toyota.
Le lendemain matin, la police intercepte Brannan, alors qu'il se trouve toujours dans le comté de Laurens, caché dans un sac de couchage, dissimulé sous une bâche de camouflage.
Brannan plaide non coupable pour cause de troubles mentaux, en faisant valoir, qu'il a en partie souffert de stress post-traumatique (SSPT) découlant de son engagement dans l'armée américaine lors de la guerre du Vietnam. La dashcam de l'officier Dinkheller ayant enregistré la presqu'entièreté des faits, le jury déclare que l'assassinat était prémédité, accompagné de torture et de cruauté. Deux ans après l'assassinat, le 28 janvier 2000, le jury reconnaît la culpabilité de Brannan pour meurtre. Il est condamné à mort le 30 janvier 2000. Près de quinze ans plus tard, le 13 janvier 2015, l'État de Géorgie exécute Brannan par injection létale.

## La victime
Kyle Wayne Dinkheller était un officier de police du Bureau du Shériff du Comté de Laurens (Laurens County Sheriff's Office, en anglais), dans l'état américain de Géorgie. Après sa mort, il est nommé Shériff adjoint de l'année 1998, par l'association des Shériffs de Géorgie.
Dinkheller est né le 18 juin 1975 à San Diego, en Californie. Il était d'origine allemande. Il est diplômé de la Quartz Hill High School de Californie en 1993. Il a rejoint le Laurens County Sheriff's Office en mars 1995, en tant que geôlier, il devient Sheriff Adjoint à part entière en 1996. Il était âgé de 22 ans lorsqu'il a été assassiné.
Dinkheller laisse derrière lui son épouse, Angela, et leurs enfants Ashley et Cody. Cody Dinkheller est né huit mois après la mort de son père, Ashley était elle âgée de vingt-deux mois lors des faits. Kyle Dinkheller est enterré dans le Remembrance at Fountainhead Memorial Park dans le comté de Brevard.

## L'auteur

### Jeunesse
Andrew Howard Brannan est né le 26 novembre 1948 et est diplômé de l'université en 1968.

### Carrière

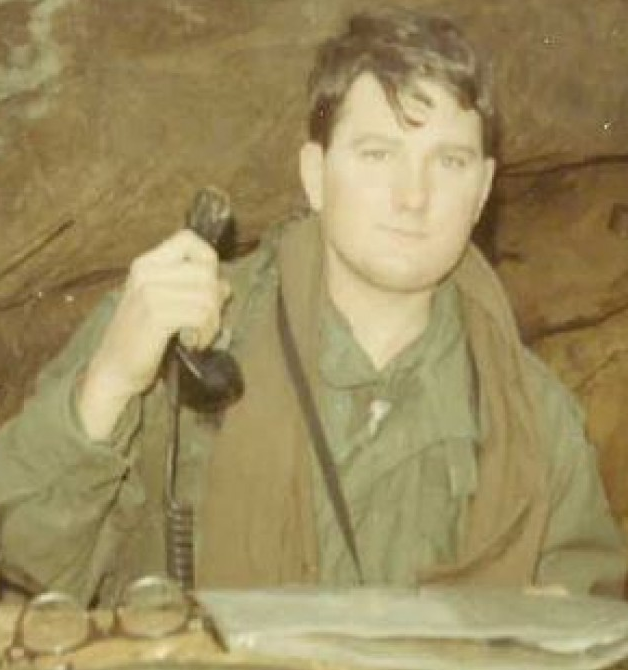
Andrew Howard Brannan, alors qu'il était officier de l'armée américaine pendant la guerre du Vietnam en 1970.

En août 1968, Brannan rejoint l'Armée des États-Unis et suit son instruction à Fort Benning en Géorgie. Il est nommé officier d'artillerie en juillet 1969. Alors qu'il était encore aux États-Unis, Brannan sert avec la 82e division aéroportée. En juillet 1969, il sert dans l'armée américaine lors de la Guerre du Vietnam, il y reste jusqu'en juillet 1971. C'est durant cette période, il voit un officier tué après avoir marché sur une mine. Il fait mention de cet incident lors d'une entrevue psychiatrique en 1989. Il a également assumé le commandement de la compagnie, à deux reprises, après que son commandant soit tué. Par la suite, Brannan est arrivé au Fort Lewis de Washington, où il a été transféré à l'armée de réserve des États-Unis, où il a servi régulièrement pendant deux semaines avant d'être libéré de ses fonctions en juin 1975.
Lorsqu'il servait dans l'armée américaine, Brannan est décoré de la Bronze Star et de deux Commendation Medal. Alors militaire, Brannan est décrit par ses supérieurs comme « exemplaire ».

## Dans la culture populaire
- L'incident est le sujet du court métrage "Random Stop", sorti en 2014[3],[4].

- Le son de la dashcam présente lors de la fusillade a été samplé par le rappeur JPEGMAFIA sur la chanson "I Just Killed A Cop Now I'm Horny", qui a causé la controverse pour cette raison[5].